# تفاح كثير الأزهار
تفاح كثير الأزهار (الاسم العلمي:Malus floribunda) هي نوع نباتي يتبع جنس التفاح من الفصيلة الوردية.  